# Schirilla György (sportoló, 1961)
Schirilla György (Budapest, 1961. március 28. –) magyar sportoló, Schirilla György sportoló fia, Schirilla György jogász unokája.

## Élete
A Medve utcai általános iskolában tanult. Fiatalkorában kerékpárral bejárta Európát, 1992-ben kezdett el foglalkozni a természetgyógyászattal. Édesapja halála után, 1999-ben döntött úgy, hogy ápolja hagyományát, és azóta minden télen átússza a jeges Dunát. 2004 januárjában az Esztergom - Párkány közti átúszását 12 ezer ember tekintette meg. A jeges átúszással kapcsolatban európai Guinness-rekorder, 26 percet úszott nulla fokban. 
Ezenkívül fut is, minden évben több száz kilométert teljesít a beteg gyermekekért. Minden héten vasárnap este 20.00 és 22.00 óra között műsort vezet a Gong Rádióban. A 2010-es évekig jógaoktatóként és reflexológus dolgozott.

## Családja
2018-ban elvált. Házasságából négy gyereke született, György, Hédi, Máté és Alíz. Három unokája van. Legfiatalabb gyermeke, Alíz többszörös magyar bajnok akrobatikus tornában.

## Külső hivatkozások
- Schirilla György honlapja Archiválva 2008. január 13-i dátummal a Wayback Machine-ben
- Beszélgetés Schirilla Györggyel
- "Az életben három dolog fontos: a szeretet, az egészség és a pénz" (Interjú Schirilla Györggyel)